# Lipovac
Lipovac (tyska: Lipowatz) är en ort i landskapet Slavonien i nordöstra Kroatien, sju kilometer från gränsen mellan Kroatien och Serbien. Lipovac ligger i regionen Srijem och tillhör kommunen Nijemci. Staden ligger utmed Europaväg 70 (E70) och har 1 243 invånare (2001).
På 1990-talet, under det kroatiska självständighetskriget, byttes vägskyltarna i Kroatien ut längs Europaväg 70 där det stod Belgrad. Istället skrev de kroatiska myndigheterna Lipovac, eftersom skyltarna ständigt blev utsatta för vandalisering.